# Przemsa
Die Przemsa (polnisch Przemsza) ist ein linker Nebenfluss der Weichsel in Polen.

## Grenzfluss
Sie stellte seit dem Mittelalter die Grenze zwischen Schlesien und Polen dar und ist schiffbar. Sie war die Ostgrenze des Herzogtums Ratibor und später des Fürstentums Pleß, mit Ausnahme der Orte Imielin, Kosztowy und Chełm Śląski westlich der Przemsza, die nach dem Abkauf von den Krakauer Bischöfen bis zum 18. Jahrhundert manchmal als polnische Exklaven betrachtet wurden und schon früher der Pfarrei in Oświęcim (Auschwitz) gehörten. Andere Pfarreien, die den Fluss überschritten, sind z. B. von der schlesischen Stadt Mysłowice, die viele Ortschaften innerhalb des heutigen Sosnowiec umfasste, oder im 13. Jahrhundert Lędziny, der der größte Teil des heutigen Gebiets Jaworznos unterstand. Allgemein lag zum großen Teil das Zuflussgebiet der Przemsa bis zum 18. Jahrhundert innerhalb des Dekanats von Bytom (Beuthen) des Bistums Krakau. Seit dem 18. Jahrhundert trennte der Fluss die preußische Provinz Schlesien vom österreichischen Galizien (Westgalizien, Republik Krakau). Mit dem Übergang Ostoberschlesiens an Polen im Jahre 1922 verlor die Przemsa ihre Funktion als Grenzfluss und verlief ausschließlich auf polnischem Gebiet. Sie wurde dagegen damals zum ersten Mal in der Geschichte zur kirchlichen Grenze zwischen Diözesen.

## Verlauf
Die Przemsa entsteht am Dreikaisereck in Sosnowiec durch den Zusammenfluss der Weißen Przemsa (Biała Przemsza, links) mit der Schwarzen Przemsa (Czarna Przemsza, rechts).
Die „vereinigte“ Przemsa fließt in südliche Richtung. Südöstlich von Imielin speist sie den Stausee Dziećkowice. An der Przemsa liegt noch die Stadt Chełmek (Chelmek). Nach ca. 28 Kilometern mündet die Przemsa beim Dorf Gorzów nördlich von Oświęcim (Auschwitz) in die Weichsel.

## Weiße Przemsa
Die Weiße Przemsa (Biała Przemsza) entspringt beim Dorf Zasępiec in der Woiwodschaft Kleinpolen. Sie fließt nach Südwesten durch die Städte Wolbrom und Sławków. Nach 64 km vereinigt sie sich in Mysłowice mit der Schwarzen Przemsa.
Nach der Dritten Teilung Polens im Jahr 1795 bis 1807 war die Weiße Przemsza auch die Grenze zwischen dem preußischen Neuschlesien und dem österreichischen Westgalizien.

## Schwarze Przemsa
Die Schwarze Przemsa (Czarna Przemsza) ist der rechte Quellfluss der Przemsa. Sie hat ebenfalls eine Länge von 64 km. Ihre Quelle liegt beim Dorf Fugasówka bei Zawiercie, etwa 2 km von der Quelle der Warthe entfernt. Sie fließt nach Westen durch die Städte Poręba und Siewierz. Beim Dorf Przeczyce speist die Schwarze Przemsa einen Stausee. Der weitere Verlauf des Flusses geht nach Süden durch die Städte Będzin (Bendzin) und Sosnowiec (Sosnowitz), wo er einst für einige Kilometer die Grenze des Herzogtums Siewierz (ab 1443 im Besitz der Krakauer Bischöfe) darstellte. Unterhalb der Stadt mündet die Brynica, der größte Nebenfluss, ein. Wenige Kilometer südlich bildet sie zusammen mit der Weißen Przemsa die Przemsa.

## Dreikaisereck
Der Zusammenfluss der Schwarzen und der Weißen Przemsa wurde in der Geschichte als das Dreikaisereck bezeichnet, da sich an dieser Stelle zwischen 1815 und 1917 das Dreiländereck zwischen dem  Deutschen Kaiserreich, dem  Kaiserreich Russland und  Österreich-Ungarn befand.